# Афиллантес
Афилла́нтес (лат. Aphyllānthes) — монотипный род однодольных цветковых растений, с единственным видом Aphyllanthes monspeliensis. 
Помещается в самостоятельное подсемейство Афиллантовые (Aphyllanthoideae) семейства Спаржевые (Asparagaceae), порядка Спаржецветные (Asparagales). Ранее это подсемейство рассматривалось в ранге отдельного семейства Aphyllanthaceae. 
Эндемик Западного Средиземноморья.